# Моран, Уильям Фрэнсис
Билл Моран (англ. William (Bill) F. Moran, 1925—2006) — американский кузнец, дизайнер и производитель ножей.
Билл Моран изготовил первый нож в возрасте 10 лет. На ферме отца в штате Мериленд оборудовал в сарае мастерскую по изготовлению и заточке ножей. В начале 1960-х Билл, уже известный мастер, продаёт полученную в наследство ферму и покупает дом, превращённый одновременно в кузницу и мастерскую. Билл Моран много экспериментировал со сталями и методами ковки. Иногда утверждается, что именно он заново открыл дамасскую сталь, что не соответствует истине, но заслуга кузнеца в его популяризации несомненна. Билл Моран основал и возглавил Американское общество кузнецов клинков (American Bladesmith Society), его неофициально называли «дедушка американского ножестроения». Специально для Билла одна из крупнейших металлургических компаний Bethlehem Steel Co. производила особую сталь. Билл Моран производил высокохудожественные ножи собственного дизайна в американской традиции. Наиболее характерная конструкция — нож Боуи. Клинки ножей изготовлялись из высококачественных сталей и дамаска собственного производства; рукояти — только из природных материалов, чаще всего из ценных пород дерева. Характерный способ украшения рукояти — всечка серебряной проволокой.

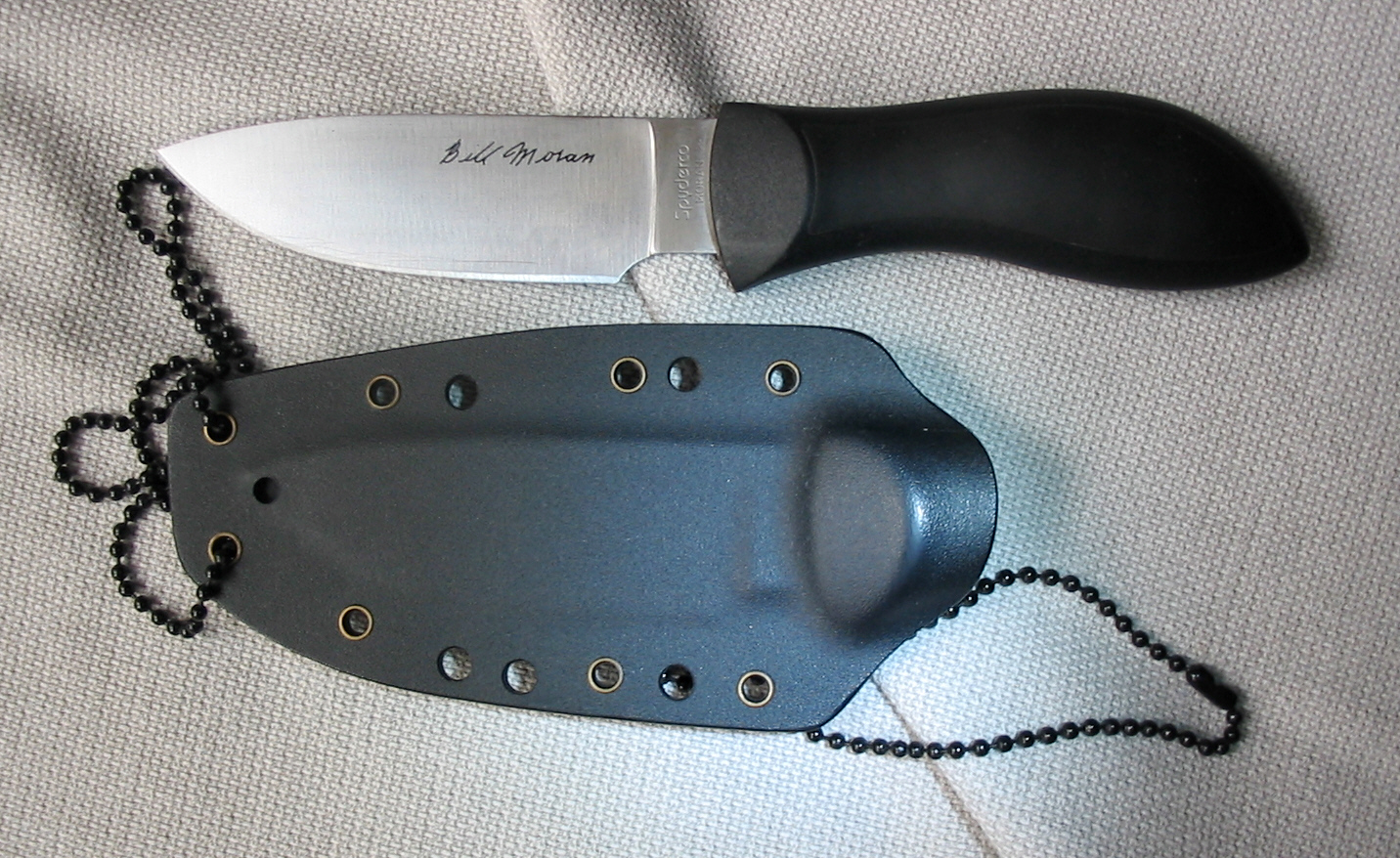
Промышленная модель ножа с клеймом «Билл Моран» на клинке — Spyderco FB02 Bill Moran drop point

Билл Моран в качестве дизайнера сотрудничал с крупнейшими ножевыми компаниями. Так, совместно с компанией Spyderco, были разработаны для серийного производства оригинальные модели нескладных ножей, названные в честь дизайнера FB01 Bill Moran clip point и FB02 Bill Moran drop point.
Билл Моран умер от рака в возрасте 80 лет в 2006 году.